# Jerome County
Jerome County is een county in de Amerikaanse staat Idaho.
De county heeft een landoppervlakte van 1.554 km² en telt 18.342 inwoners (volkstelling 2000). De hoofdplaats is Jerome.

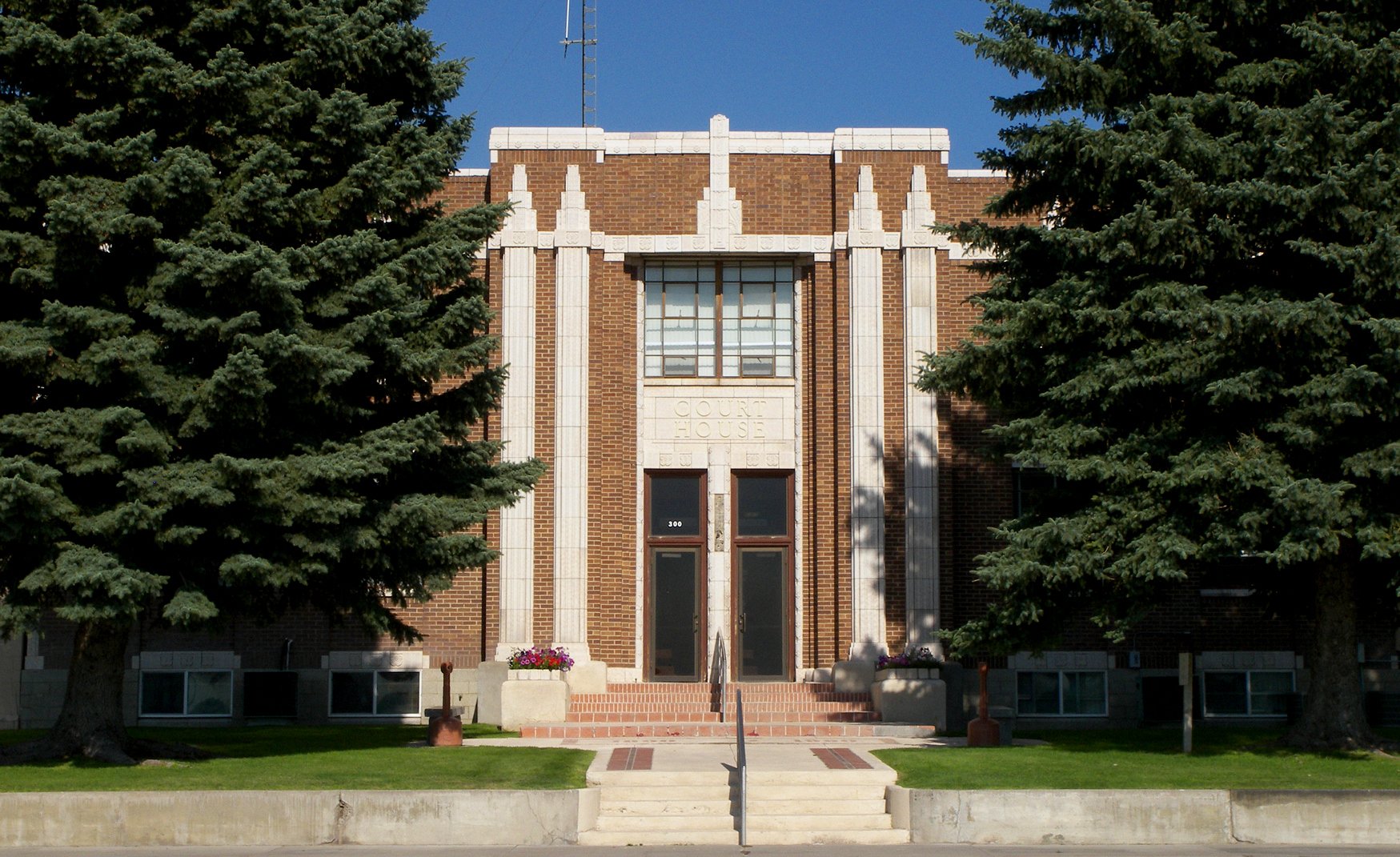
Jerome County Courthouse